# The Land Beyond the Sunset
 The Land Beyond the Sunset – amerykański krótkometrażowy film niemy z 1912 roku w reżyserii Harolda M. Shawa.

## Wyróżnienia
| Rok wpisania | National Film Registry |
| ------------ | --- |
| 2000         | Lista filmów budujących dziedzictwo kulturalne USA utworzona przez National Film Preservation Board i przechowywana w Bibliotece Kongresu Stanów Zjednoczonych |